# Charlie Pickering

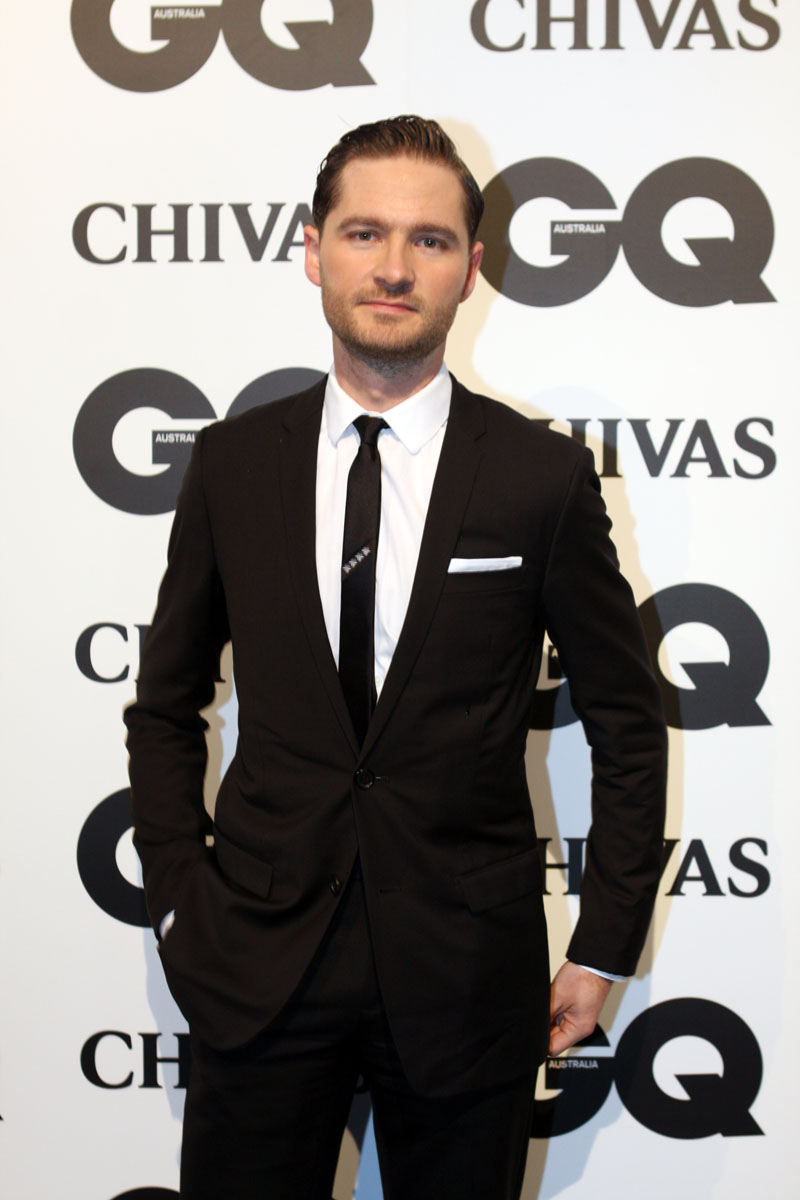
Charlie Pickering (2011)

Charlie Pickering (* 29. August 1977 in Melbourne) ist ein australischer Komiker.

## Leben
Pickering wurde am St Leonard’s College, an der Brighton Grammar School und der Monash University ausgebildet, von welcher er einen Bachelor of Arts und einen Bachelor of Laws erhielt. Darauf folgend arbeitete er als Anwalt, was er zugunsten seiner Stand-up-Comedy-Karriere aufgab.
Im Jahr 2002 macht Pickering seine ersten Erfahrungen auf dem Melbourne International Comedy Festival, wo er gemeinsam mit Michael Chamberlin mit Boiling Point den Piece of Wood Award gewann. Ab 2008 trat er auch im Fernsehen auf, indem er gemeinsam mit Michael Chamberlin bei The Comedy Channel über 13 Episoden The Mansion vertrat. Nachdem er von 2009 bis 2014 beim Infotainment-Programm The Project gearbeitet hatte, startete er 2015 mit seinem eigenen Programm, der Show The Weekly with Charlie Pickering.

## Privates
Pickering ist mit der Anwältin und Autorin Sarah Krasnostein verheiratet.